# Maywood Park
Maywood Park es una ciudad ubicada en el condado de Multnomah en el estado estadounidense de Oregón. En el año 2015 tenía una población estimada de 778 habitantes y una densidad poblacional de 1945 personas por km².

## Geografía
Maywood Park se encuentra ubicada en las coordenadas 44°33′12″N 122°33′43″O / 44.55333, -122.56194.

## Demografía
Según la Oficina del Censo en 2000 los ingresos medios por hogar en la localidad eran de $56,250 y los ingresos medios por familia eran $61,750. Los hombres tenían unos ingresos medios de $39,821 frente a los $36,071 para las mujeres. La renta per cápita para la localidad era de $26,472. Alrededor del 1.7% de la población estaban por debajo del umbral de pobreza.